# Krakatauia evodevo
Krakatauia evodevo är en tvåvingeart som beskrevs av Daniel J. Bickel 2008. Krakatauia evodevo ingår i släktet Krakatauia och familjen styltflugor.
Artens utbredningsområde är Fiji. Inga underarter finns listade i Catalogue of Life.